# Peter Mayle

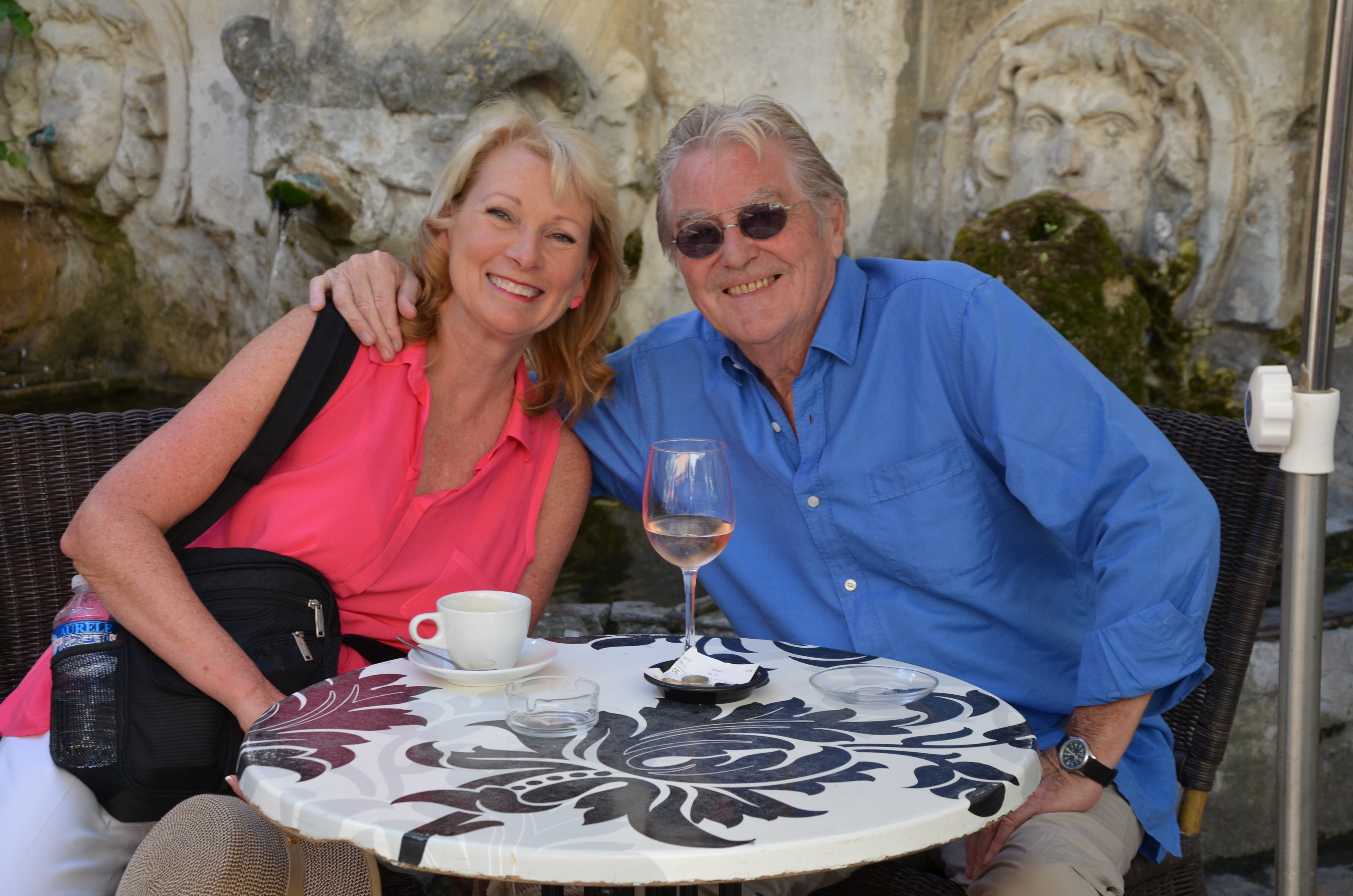
Peter Mayle

Peter Mayle (Brighton, 14 juni 1939 – Aix-en-Provence, 18 januari 2018) was een Brits schrijver. Hij is vooral bekend geworden door zijn boeken over de Luberon, een streek in de Provence.
Mayle werkte tot 1975 in de reclamewereld. Sindsdien wijdde hij zich aan het schrijven. In 1987 verhuisde hij naar Ménerbes in de Provence. In 1989 publiceerde hij A year in Provence, dat een internationale bestseller werd. 
In 1997 verhuisde Mayle naar Long Island (New York). Door de populariteit van zijn boeken was zijn huis in de Provence een toeristische trekpleister geworden. Later woonde hij ook in Lourmarin in de Vaucluse.
In 2002 werd hij benoemd tot Ridder in het Franse Legioen van Eer.
In 2007 kwam de verfilming van het boek A Good Year van Mayle uit. In deze film van regisseur Ridley Scott spelen Russell Crowe en Marion Cotillard.